# Stenolaemata
Stenolaemata is een klasse van de stam mosdiertjes (Bryozoa). Er zijn verschillende ordes beschreven, de meeste zijn alleen fossiel bekend en zijn al lange tijd uitgestorven.
De Stenolaemata kwamen veel voor in het Paleozoïcum en een groot deel van de soorten stierf uit in het Perm. De enige groep die nog moderne vertegenwoordigers heeft is de orde Cyclostomatida.

## Taxonomie
De volgende taxa worden bij de Stenolaemata ingedeeld 
- Klasse Stenolaemata
  - Orde incertae sedis
    - Geslacht Dartevillea Borg, 1944

  - Orde Rhabdomesida  †
  - Orde Cryptostomida  †
  - Orde Cyclostomatida
  - Orde Cystoporida  †
  - Orde Esthonioporata
  - Orde Fenestrida  †
  - Orde Melicerititida  †
  - Orde Trepostomatida  †